# 叶夫根尼·雷洛夫
叶夫根尼·米哈伊洛维奇·雷洛夫（俄语：Евгений Михайлович Рылов，1996年9月23日—）是俄羅斯游泳運動員，參加了2014年青年奧運會，也參加了2015年世界游泳錦標賽並且獲得銅牌。2021年代表俄罗斯奥林匹克队参加2020年夏季奥林匹克运动会获得男子100公尺仰泳和男子200公尺仰泳金牌。
他因2022年参加了支持俄罗斯入侵乌克兰的集会，被国际泳联从4月起禁赛9个月。